# Mănăstirea Curtea de Argeș
Mănăstirea Curtea de Argeș este o mănăstire ortodoxă din România, situată în orașul Curtea de Argeș, construită între 1515-1517 de Neagoe Basarab. Ansamblul cuprinde catedrala episcopală, unul dintre cele mai celebre monumente de arhitectură din Țara Românească. Catedrala este inclusă în Lista monumentelor istorice din România, având codul de clasificare AG-II-a-A-13628. În timpul lui Carol I, catedrala a fost transformată în necropolă pentru familia regală a României. În afară de mormintele regale, la Mănăstirea Curtea de Argeș se află și moaștele sfintei Filofteia.
Dacă în 1857 complexul monastic era păstrat în întregime, două incendii din 1866 și 1867 au distrus clădirile seminarului, respectiv locuințele, paraclisul și turnul de intrare. La inițiativa lui Carol I, biserica a fost restaurată începând cu 1875 de către arhitectul francez Lecomte du Noüy, ceea ce a dus la înlocuirea frescei originale cu o pictură nouă și la alte modificări radicale ale structurii interioare, care au diminuat valoarea istorică a monumentului. În anul 1886 s-a terminat restaurarea bisericii și a început construirea palatului regal din latura de est a complexului, care va fi mai târziu transformat în palat episcopal. 
Din 2009 a început construcția unei noi catedrale, destinate scaunului Arhiepiscopiei Argeșului și Muscelului, precum și mormintelor membrilor familiei regale a României și moaștelor Sfintei Filofteia. Viitoarea Catedrală Arhiepiscopală și Regală de la Curtea de Argeș a fost târnosită la 7 decembrie 2018, fiind așteptat ca odată cu sfințirea ei definitivă să preia de la biserica Mănăstirii Argeșului și funcția de catedrală arhiepiscopală.

## Istoric

### Zona și orașul
Printre cele mai vechi așezări de care vorbește istoria noastră se numără și Curtea de Argeș cu împrejurimile ei. În secolul al XIII-lea, cetatea Poenarilor, cu fortificațiile sale de piatră și puțul care o lega direct cu albia râului de jos, făcuse să ajungă, până departe, faima acestor locuri; pe la jumătatea secolului următor, curtea Basarabilor și biserica „Sfântul Nicolae Domnesc” sporesc și mai mult prestigiul acestor locuri.

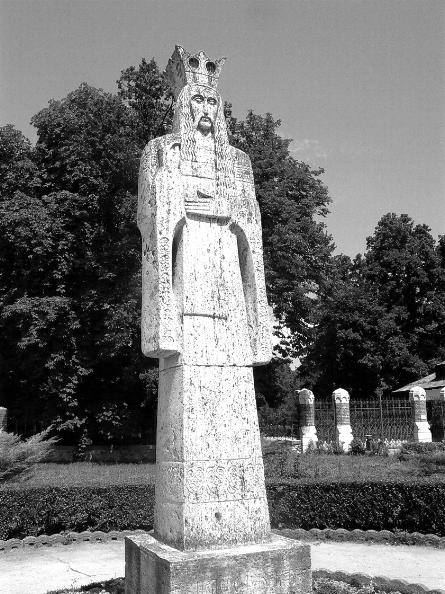
Statuia lui Neagoe Basarab din fața mănăstirii. Doina Lie, 1969.

Deși nu se cunoaște data precisă când au apărut aici primele așezări, se știe că la jumătatea veacului al XIV-lea era atestată deopotrivă existența unui scaun domnesc și a unei însemnate organizări bisericești. Astfel asociate, puterea statală și cea religioasă împodobesc valea Argeșului cu fapte de arme și locașuri de închinare, care-i păstrează intactă funcția ei spirituală, chiar atunci când capitala se muta la Târgoviște.

### Mănăstirea lui Neagoe Basarab

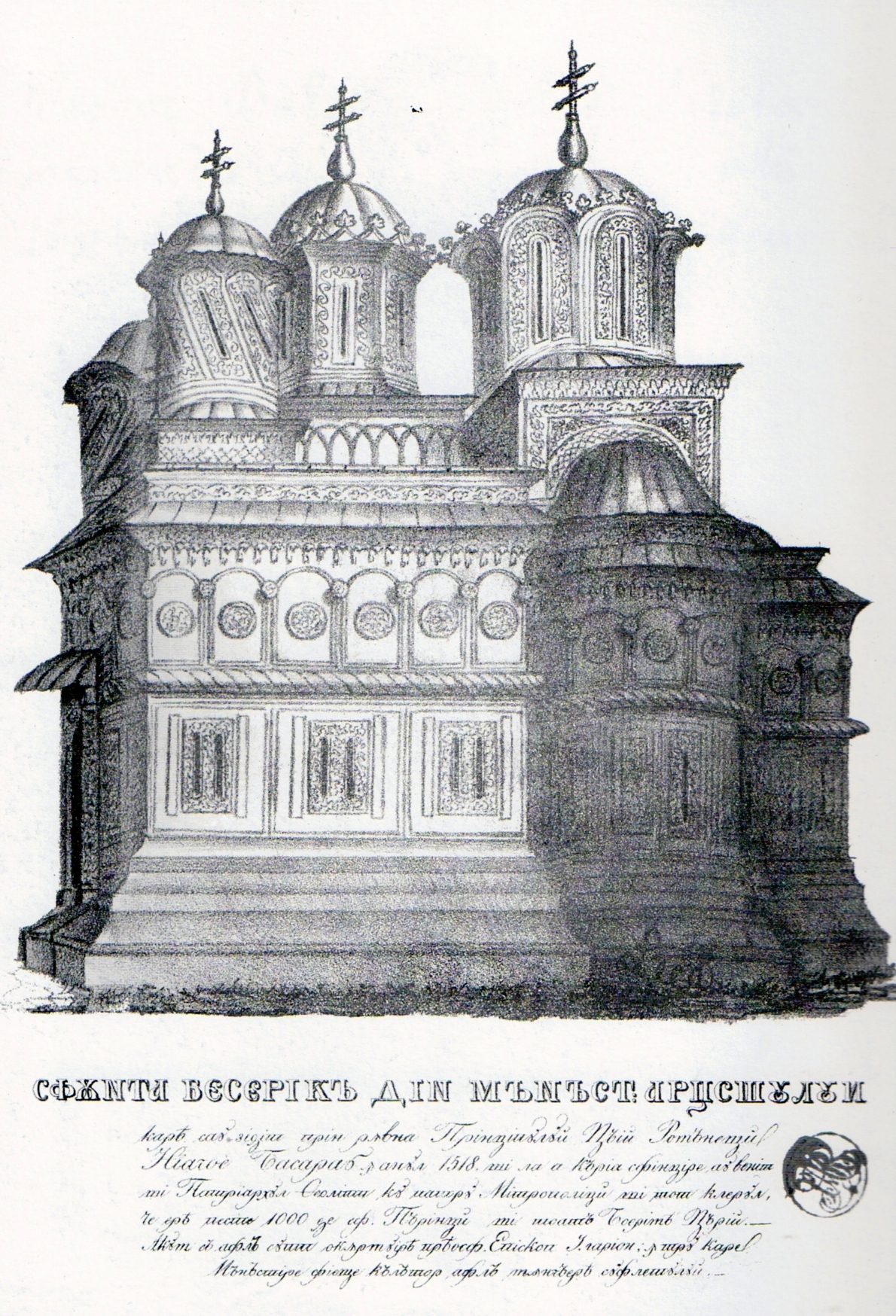
Biserica Mănăstirii Curtea de Argeș, desen de Constantin Lecca

Dintre monumentele care au fost făurite de-a lungul veacurilor, din câte au împodobit Argeșul voievodal, de bună seamă că biserica înălțată de Neagoe Basarab (1512-1521) este cea mai valoroasă construcție de artă și arhitectură bisericească. După toate izvoadele, Neagoe Basarab a clădit biserica sa pe fundațiile unui locaș mai vechi, care nu fusese altul decât sediul primei Mitropolii a Țării Românești. Pe aceasta, Neagoe găsind-o „dărâmată și neîntărită... a zidit-o și înălțat-o din temelii”, fapt pe care un cronicar al înfăptuirilor marelui voievod, Gavriil Protul, îl întărește. În această formă, biserica Mănăstirii Curtea de Argeș rămâne, pentru arhitectura veacului al XVI-lea, dacă nu monumentul cel mai de seamă, una dintre cele mai reprezentative construcții al sale.
Mănăstirea a fost construită de Neagoe Basarab între 1515-1517 pe locul vechii mitropolii din 1359. La trei ani după urcarea sa pe tronul Țării Românești, mai exact în 1515, Neagoe Basarab a început construcția acestei mănăstiri. „Toate silințele și toată bogăția însă și le cheltui Neagoe pentru a da Argeșului, de unde plecase Mitropolitul pentru a se așeza la Târgoviște lângă Domn (care totuși stătea uneori și la Argeș, aproape de sprijinitorii săi ardeleni), cea mai frumoasă din mănăstirile aflătoare pe pământul românesc”. Lucrările s-au încheiat trei ani mai târziu, așa încât la 7 ianuarie 1517, ctitorul putea chiar să vorbească de „mănăstirea domniei mele de la Argeș”, și să-i hărăzească „vama ce este la Ocna Mică de la Târgoviște...”. Ascultând nu numai legenda, ci și unele știri istorice, se pare că din lipsă de bani, cu toată jertfirea podoabelor doamnei sale, dar mai ales din lipsă de zile, zugrăvirea bisericii n-a putut fi isprăvită înainte de trecerea întru cele veșnice a lui Neagoe Basarab.
Ginerele voievodului, Radu de la Afumați (1522-1529), odată urcat pe scaun, a consfințit continuarea decorării așezământului, prin pisania din 10 septembrie 1526, care menționează și numele lui Dobromir zugravul. Pictura interioară, realizată de Dobromir, a fost terminată în anul 1526 și este păstrată fragmentar în Muzeul Național de Artă din București.
Mănăstirea este pomenită în documentele și amintită de către călătorii străini care s-au adăpostit în chiliile ei. Unii dintre ei, ca Paul de Alep, în 1654, considerau vechea așezare a lui Neagoe drept „una din minunile lumii”. Aceleași cuvinte de înaltă prețuire le notează, în 1794, și englezul Robert Ainslie și - mai târziu - pictorii Bouquet și Lancelot, ale căror însemnări de călătorii și stampe au făcut să circule și în afara granițelor țării faima mănăstirii lui Neagoe Basarab.

### Reședință episcopală

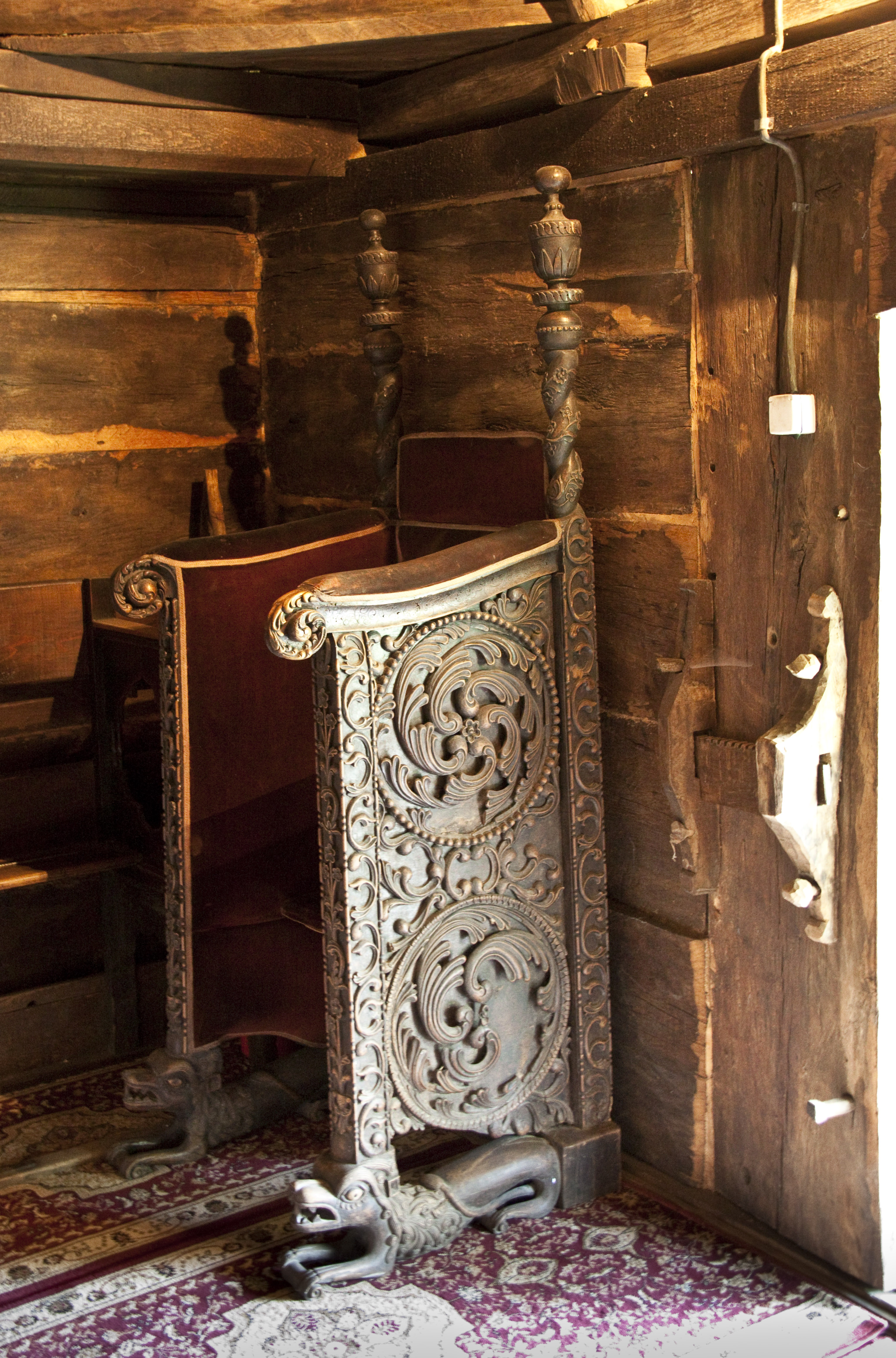
Vechiul jilț arhieresc al mănăstirii

Mănăstirea este, din anul 1793, și scaunul vlădicesc al Arhiepiscopiei Argeșului și Muscelului și este cunoscută din 1793", când a devenit reședința Episcopiei Argeșului sub denumirea de "Biserica Episcopală".

### Restaurări

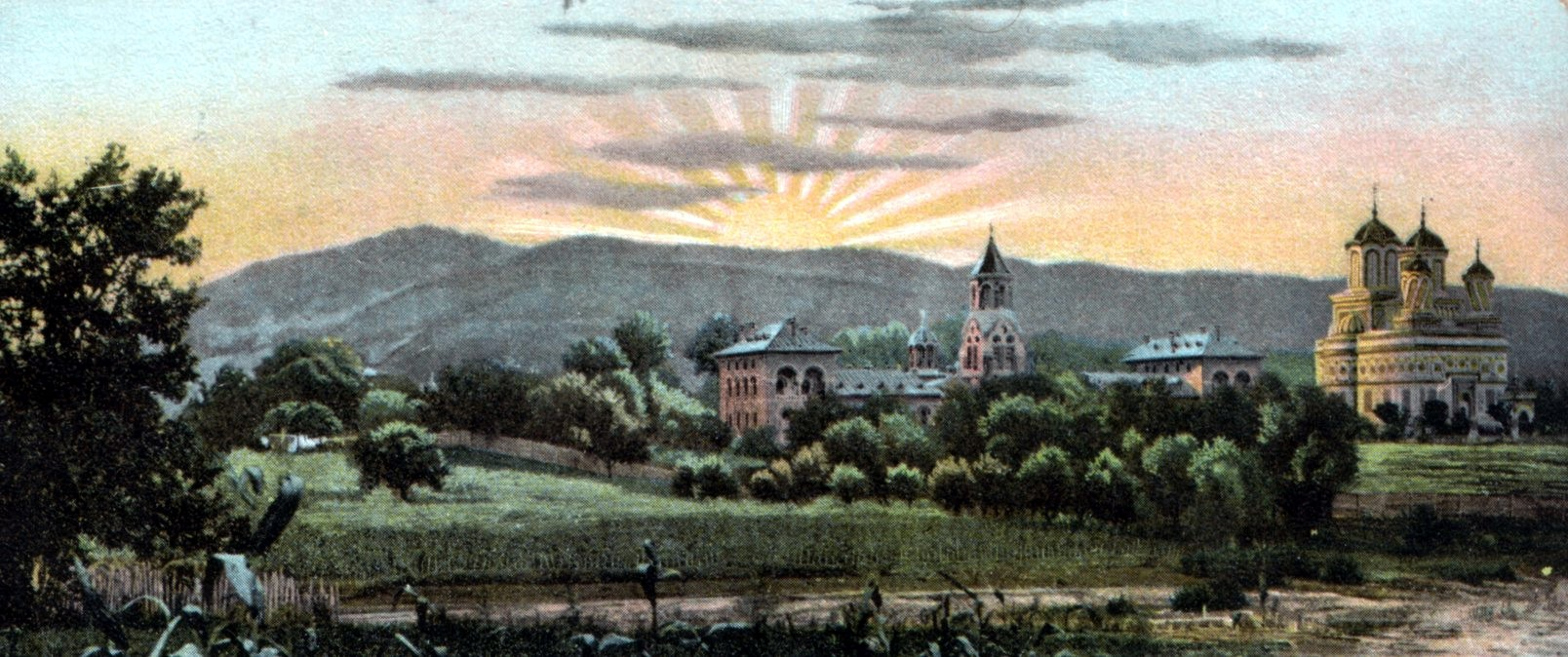
Mănăstirea Curtea de Argeș într-o reprezentare din anul 1907

După unele refaceri parțiale și întregiri în timp ale ansamblului sau, vătămată și de un puternic incendiu, Biserica Episcopală Curtea de Argeș a fost refăcută - astfel după cum se vede astăzi - de arhitectul francez André Lecomte du Noüy și de arhitectul român Nicolae Gabrielescu, inspectorul lucrărilor de restaurare, în a doua jumătate a secolului al XIX-lea. A fost isprăvită în anul 1885 și sfințită la 12 octombrie 1886.

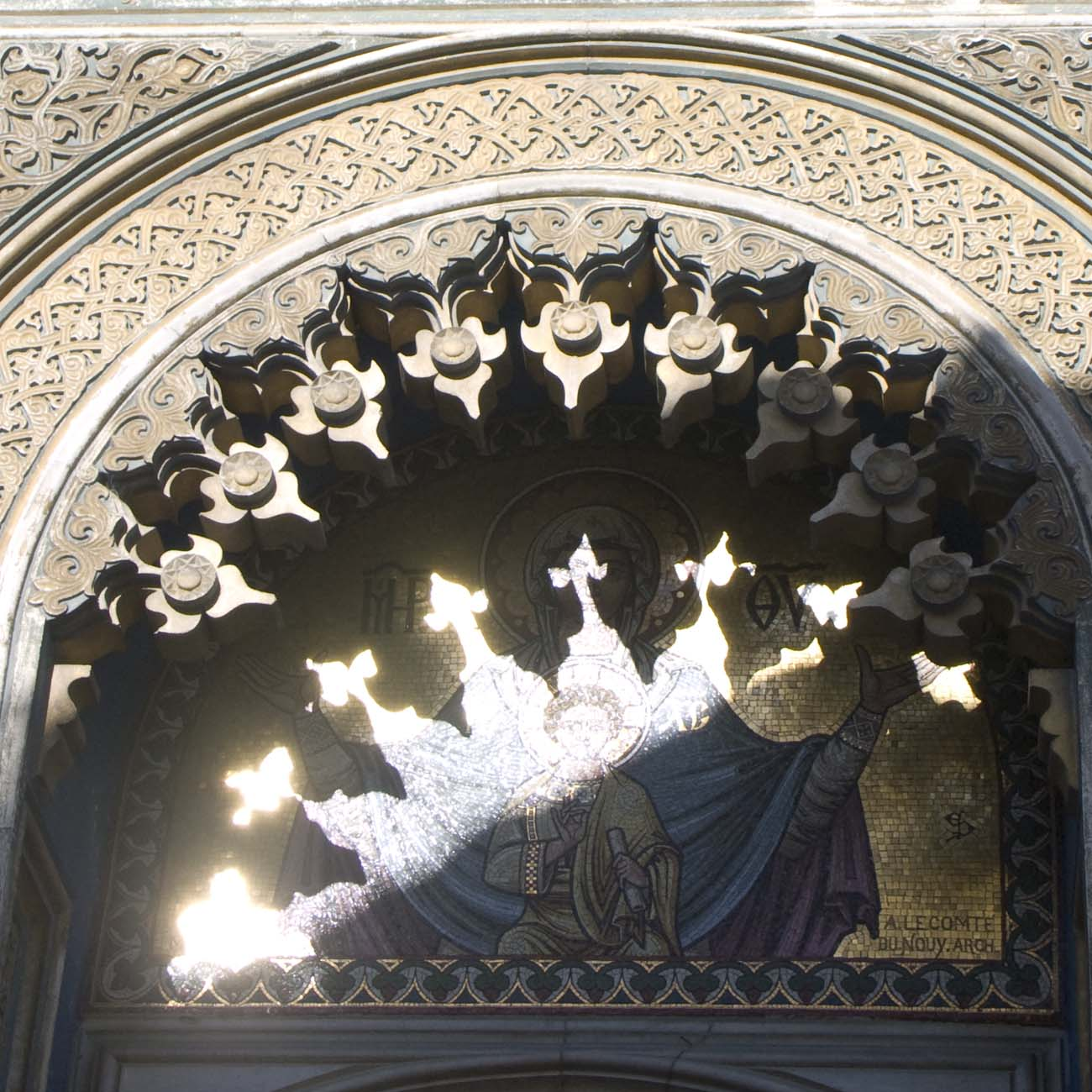
Mănăstirea Curtea de Argeș, nișă peste intrare cu mozaic semnat de arh. Lecomte du Noüy în 1885

Restaurarea condusă de André Lecomte du Noüy, discipol al lui Eugène Viollet-le-Duc, a inclus une număr de modificări care au diminuat valoarea istorică a monumentului.

## Biserica: descriere

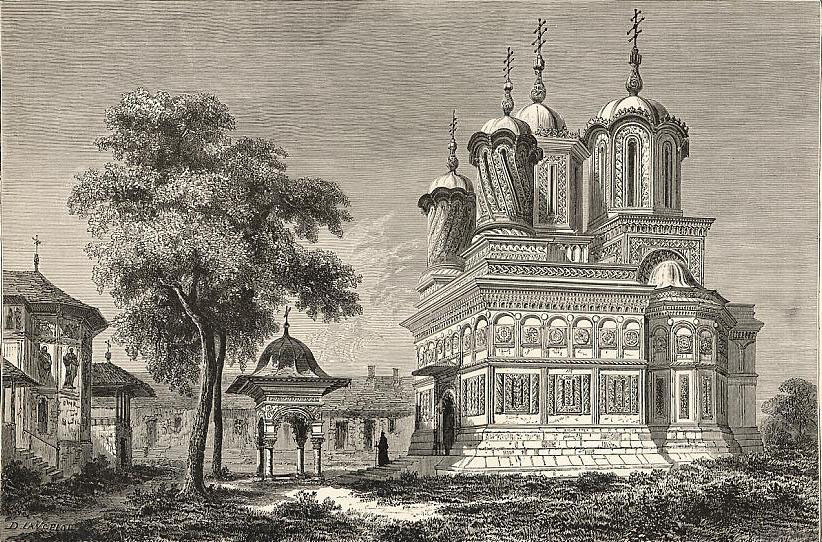
Aspectul inițial al mănăstirii, înaintea restaurării din 1875-1886

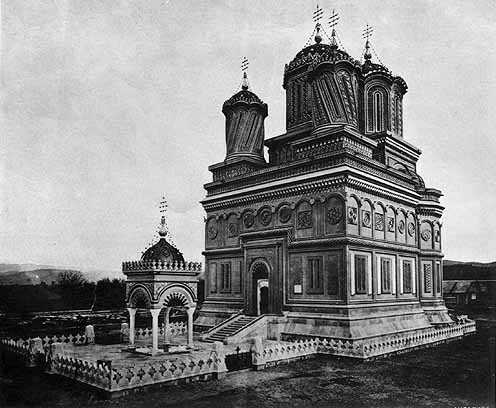
Imagine de epocă, ulterioară restaurării

### Baptisteriul exterior
În fața intrării se află un baptisteriu deschis, a cărui cupolă cu arcuri dantelate se sprijină de patru coloane, lucrate în marmură de felurite tonuri și împodobite cu desene (1516-1517). Văzut dinspre apus, baptisteriul cu învelitoarea de plumb și crucea aurită se proiectează pe cele 12 trepte care urcă spre intrarea în sfântul locaș și pe rama care o îmbracă, asemeni unui portal aplicat. La restaurare, motivele utilizate și modul de cizelare au urmărit să redea, cât mai apropiat de original, vechea decorație a construcției lui Neagoe Basarab, decorație în care elementele din afară fuseseră armonizate de arta meșterilor pietrari, într-un stil propriu.

### Structura de ansamblu
Construită din piatră fățuită și profilată, biserica are un plan triconc, inspirat din planimetria bisericii Vodița II, reluat ulterior și în alte construcții (mitropolia din București, biserica fostei mănăstiri Cotroceni, mănăstirea Tismana etc.).
În forma ei actuală, biserica este alcătuită dintr-un pronaos supralărgit, contopit organic cu construcția propriu-zisă, ai cărui 12 stâlpi interiori susțin o turlă pe mijloc și două turnulețe laterale care încununează colțurile vestice ale pronaosului. Pronaosul este evidențiat în acest fel deoarece îndeplinea și funcția de necropolă. Aceste turle mici dau impresia prin podoaba lor exterioară, caracterizată de răsucirea porțiunilor de zidărie, că stau să cadă unul asupra celuilalt și că se înșurubează în tăriile cerului. Restul bisericii și altarul - cu abside care îi împlinesc forma de cruce - susțin de asemenea o turlă înaltă, a cărei îmbinare cu restul ansamblului se face prin bolți, rezultând un tot arhitectonic de o zveltețe inegalabilă.

### Exteriorul
În ansamblu, biserica este așezată pe o puternică temelie: un vast pavaj orizontal din blocuri de piatră, mai larg decât suprafața de bază a bisericii, marginile lui terminându-se cu un fel de împrejmuire din floroni (în acest caz crini) sculptați din piatră. Pereții exteriori sunt împărțiți în două zone suprapuse demarcate printr-un brâu, împletit în suvițe. Fațadele sunt decorate în relief plat cu motive caucaziene și islamice. În partea de jos se află o suită de panouri dreptunghiulare, în care sunt fixate ferestrele. Acestea sunt înrămate în chenare cu ornamentații dintre cele mai felurite care, ca și cele ale portalului de la intrare, amintesc întretăierea geometrică de la Mănăstirea Dealu.
În registrul de sus, de asemenea, se află o suită de panouri semicirculare în partea superioară, în centrul cărora sunt fixate plăci decorative și discuri în rozetă, iar ca niște paftale domnești, la întretăierea arcurilor, se află alte discuri mai mici, deopotrivă de fin realizate. Pe ele sunt așezați porumbei, care parcă stau gata de zbor. Fiecare poartă în cioc un clopoțel, care sunau la adierea vântului.
Deasupra, depășind bordurile scurte ale acoperișului așezate pe mai multe rânduri paralele de cizeluri, construcția bisericii crește într-o suită de volume și suprafețe, pe care se înalță cele patru turle; de o rară bogăție ornamentală, ele adună în jurul ferestrelor, asemenea unor dantele în relief, aceleași modele prin care (ca, de altfel și în restul decorației acestui monument) se străvad, armonizate specific de meșterii băștinași, o seamă de elemente de artă arabă și georgiană. Acoperișul turlelor este bogat împodobit, iar crucile sunt susținute de lanțuri.

### Interiorul
În interior, pe lângă zugrăveală executată în ulei de pictorii francezi F. Nicolle, Ch. Renouard și de românul N. Constantinescu din Curtea de Argeș, pe lângă panourile votive, mormintele ctitorilor și tâmplă făcută din marmură, bronz aurit și onix, pe lângă icoanele ei lucrate în mozaic, atrage atenția, ca o excepțională realizare sculpturală, grupul celor 12 coloane, original ornamentate floral, reprezentând pe cei 12 Sfinți Apostoli. Din ancadramentul lor central, ele țin loc de despărțire între partea de la intrare și sanctuarul bisericii, al cărei interior este înveșmântat în pictură.
În pronaos se află mormintele principalilor ctitori: Neagoe Basarab, soția sa, doamna Despina (m. 1554), și fiica sa și soția lui Ștefăniță Vodă al Moldovei, doamna Stana (m. 1531). Tot aici este înmormântat și voievodului Radu de la Afumați (m. 1529), soțul doamnei Ruxandra, fiica lui Neagoe Basarab. Lespedea de piatră cea mai valoroasă din punct de vedere artistic este cea a lui Radu de la Afumați, care îl înfățișează pe domnitor călare și cu sceptrul în mână.

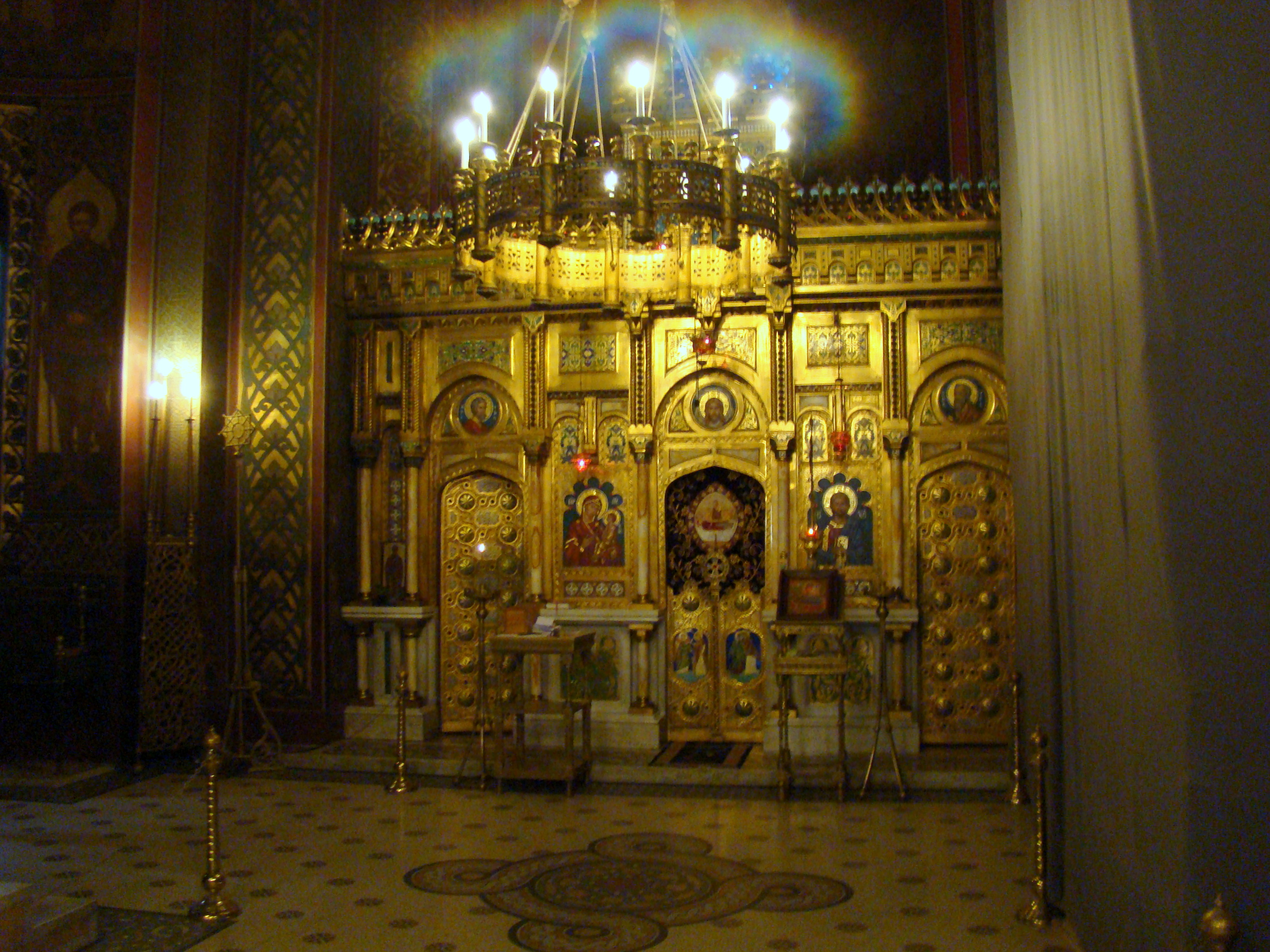
Catapeteasma bisericii episcopale din Curtea de Argeș

Tâmpla din sec. al XVII-lea, de o reală originalitate ornamentală și iconografică - adăpostită temporar în biserica de sat din Valea Danului - se află acum în Colecția de obiecte de artă bisericească din Mănăstirea Curtea de Argeș. Această catapeteasmă a fost, împreună cu câteva icoane, datată stilistic în timpul domnului Șerban Cantacuzino (1678-1688), care în 1682, precum spune una din pisaniile de pe peretele vestic al bisericii, a reparat sfântul locaș.

## Izvorul „Fântâna lui Manole”
În imediata vecinătate a mănăstirii se află un izvor, pe care localnicii îl numesc „Fântâna lui Manole”. Această denumire poartă peste timpuri povestea meșterului legendar, care, neputând coborî de pe biserică după terminarea ei — luându-i-se scările — și-ar fi făcut aripi din șindrilă și, similar mitului lui Icar, a sărit de pe acoperișul bisericii, la temelia căruia se spune că-și zidise propria soție. În locul în care s-ar fi prăbușit, sufletul său s-ar fi preschimbat într-un izvor.

## Bolnița mănăstirii
De la „Fântâna lui Manole” se vede, spre apus, fosta bolniță a mănăstirii, monument istoric, despre care un document existent scrie că „se găsea alături de biserica lui Neagoe Basarab încă din 1524”.

## Necropola regală modernă
Mănăstirea Curtea de Argeș este și necropolă regală, începând cu anul 1914, aici fiind înmormântați regii și reginele, precum și principii și principesele României: Carol I, Elisabeta, Ferdinand I, Maria, Carol al II-lea, Elena, Mihai I, Ana, Nicolae și Ioana.

## Legenda meșterului Manole
În apropierea mănăstirii Curtea de Argeș se află fântâna meșterului Manole, constructorul legendar al ctitoriei lui Neagoe Basarab, eroul mai multor balade populare.
Balada Monastirea Argeșului spune că meșterul Manole și-a zidit în zidurile acestei magnifice mănăstiri soția (Ana), deoarece în mod inexplicabil tot ceea ce era construit în timpul zilei se dărâma noaptea.

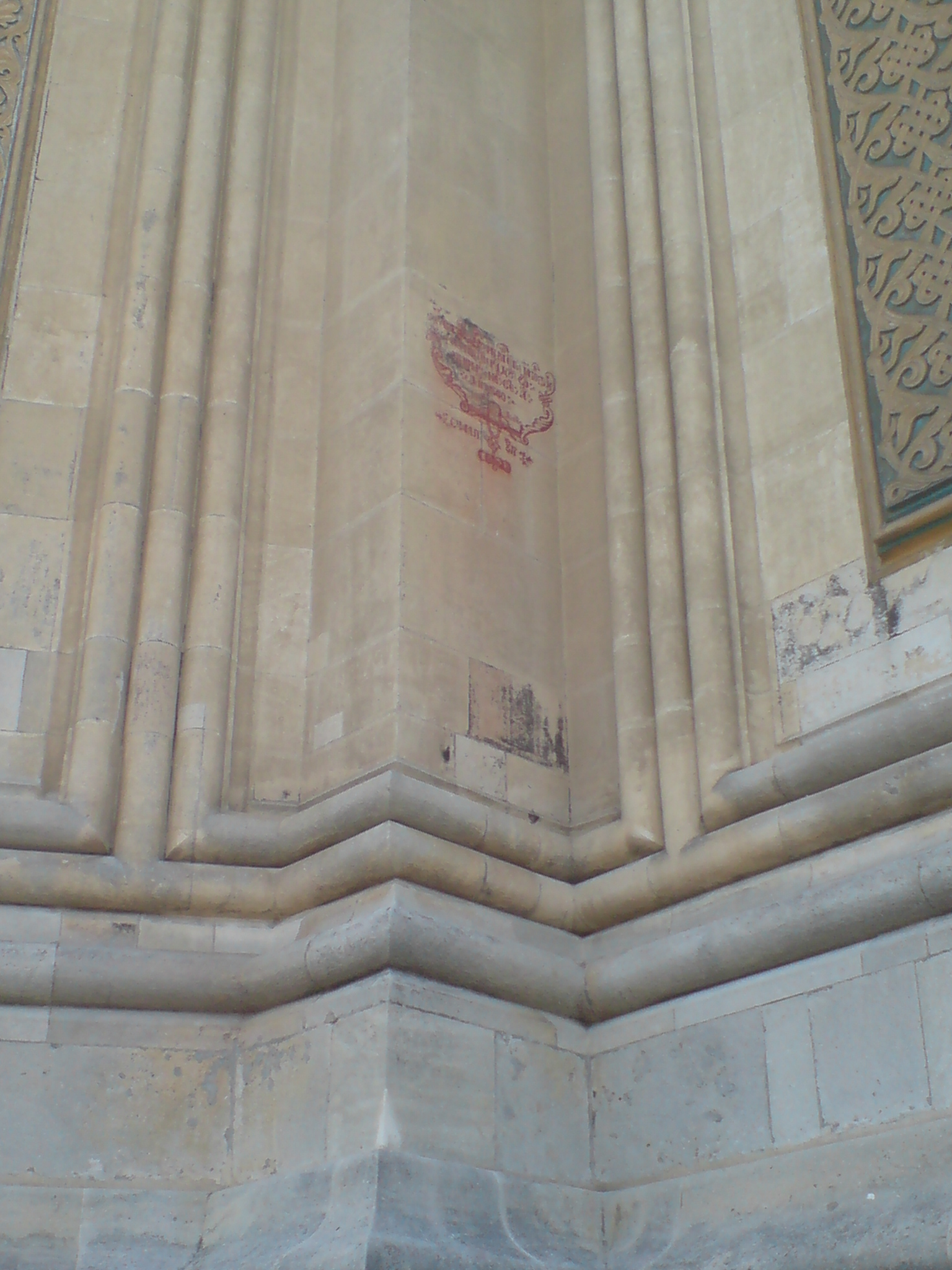
Presupusul mormânt al Anei, soția Meșterului Manole (peretele sudic al Mănăstirii)

Tot legenda dă o explicație și pentru fântâna meșterului Manole: când domnitorul a văzut această măreață construcție i-a întrebat pe cei zece meșteri dacă pot construi o mănăstire și mai frumoasă decât aceasta. Aceștia răspunzând afirmativ, domnitorul, pentru a împiedica posibila construcție a unei mânăstiri mai frumoase, a poruncit ca schelele pe care erau urcați meșterii să fie dărâmate și astfel cei „zece meșteri mari, calfe și zidari” au rămas blocați pe acoperiș. Ei și-au făcut aripi din șindrile și s-au aruncat de pe acoperișul mănăstirii sperând să ajungă jos nevătămați, dar toți au murit. În locul unde s-a prăbușit meșterul Manole a apărut un izvor - fântâna meșterului Manole.